# Mustari, Homnabad
Mustari là một làng thuộc tehsil Homnabad, huyện Bidar, bang Karnataka, Ấn Độ.